# 山六郎
山 六郎（やま ろくろう、1897年 - 1982年）は、日本のイラストレーター、装丁家である。

## 人物・来歴
1897年（明治30年）、高知県内、現在の安芸市に生まれる。
旧制・京都高等工芸学校（現京都工芸繊維大学）を卒業後、中山太陽堂（現クラブコスメチックス）に入社した。
1922年（大正11年）に同社が併設した出版社・プラトン社に出向し、同年4月、中山太陽堂顧問の小山内薫編集のもと、山が装丁をし、タイトルロゴを制作し、扉絵等を描いた雑誌『女性』が創刊された。翌1923年（大正12年）、山の装丁に注目した山名文夫が入社、また編集者として、直木三十二（のちの直木三十五）、川口松太郎も入社し、同年12月には雑誌『苦楽』が、1926年（大正15年）1月には雑誌『演劇・映画』が創刊され、同誌および直木の手がけた単行本のヴィジュアル・ワークも手がけた。同年8月には『演劇・映画』は休刊した。
1928年（昭和3年）5月にプラトン社が廃業し、2誌も廃刊、山は東京に移り、平凡社、新潮社等でひきつづき装丁の仕事を手がけた。
48歳となる1945年（昭和20年）に第二次世界大戦の終戦を迎え、その後、高知に帰郷する。県内での美術の教育普及活動や高知県美術展覧会（高知県展）などで活躍した。
83歳を迎える1982年（昭和57年）に高知県内で死去した。同じ年に生まれた山名文夫は、1980年（昭和55年）1月14日に亡くなっている。
没後22年が経過した2004年（平成14年）10月16日 - 12月12日、愛媛県にある「高畠華宵大正ロマン館」で、「大正イマジュリィの6人展 - 非水・夢二・華宵・六郎・かいち・北烏 -」と題し、山の戦前の作品等が展示された。2006年（平成18年）に開かれた第60回高知県展では、グラフィックデザイン部門に同年から「山六郎賞」が設置された。

## おもなビブリオグラフィ

### 著書
- 『女性のカツト』（山名文夫との共著、プラトン社、1928年）

### 装丁・挿絵
- 雑誌『女性』 （プラトン社、1922年5月 - 1928年）
- 雑誌『苦楽』 （プラトン社、1923年12月 - 1928年）
- 雑誌『演劇・映画』 （プラトン社、1926年1月 - 同年8月）
- 村松梢風『現代大衆文学全集 第三十四巻 村松梢風集』 （平凡社、1928年） - 挿絵
- 佐藤紅緑『あゝ玉杯に花うけて』 （平凡社、1929年） - 装丁 （口絵・挿絵 加藤三郎）
- 北川千代『小鳥の家』 （平凡社、1929年） - 装丁 （口絵・挿絵 蕗谷虹児）
- 吉川英治『ひよどり草紙』 （平凡社、1929年） - 装丁 （口絵・挿絵 伊藤幾久造）
- 横溝正史『呪ひの館』 （新作探偵小説全集10、新潮社、1932年） - 装丁 （挿絵 竹中英太郎）
- 夢野久作『暗黒公使』 （新作探偵小説全集9、新潮社、1933年） - 挿絵 （装丁 松野一夫）

## 註
1. 1 2 3 4 5 6 7  #外部リンク内の「高畠華宵大正ロマン館」公式サイト内の「山六郎」リンク先の記述を参照。
2. 1 2  #外部リンク内のクラブコスメチックス公式サイト「資料室」リンク先の記述を参照。
3. ↑  高知新聞朝刊、2006年07月04日付記事「県展全部門に新人賞 60回の節目で大賞も」の記述を参照。